# PKCS 1
PKCS #1 je jeden ze standardů rodiny PKCS, tedy ze standardů pro asymetrickou kryptografii původně vytvořených společností RSA Security. Standardizuje způsoby využívání a implementace algoritmu RSA včetně formátů kódování klíčů pomocí ASN.1 a způsobů vytváření výplně (jako jednu z metod nabízí OAEP).
Bylo vydáno několik verzí tohoto standardu:
- verze 1.1–1.3 v roce 1991 (neveřejné)
- verze 1.4 v červnu 1991
- verze 1.5 v listopadu 1993, první zcela veřejná, publikovaná rovněž jako RFC 2313[1]
- verze 2.0 v září 1998, publikovaná rovněž jako RFC 2437[2]
- verze 2.1 v červnu 2002, publikovaná rovněž jako RFC 3447[3]
- verze 2.2 v říjnu 2016, publikováno rovněž jako RFC 8017[4]